# Championnat de Finlande féminin de football 2022
Navigation
Édition précédente Édition suivante
Le championnat de Finlande féminin de football 2022 est la 52e édition du championnat de Finlande féminin.

## Nouveau format
Le championnat à 10 équipes se déroule par match aller-retour soit dix-huit rencontres, neuf à domicile et neuf à l'extérieur, dans une première phase. Les six meilleures équipes se retrouvent dans la poule championnat, et les autres dans une poule de relégation.

## Les10 équipes
| \| Agglomération d'Helsinki: HJK HPS PK-35 Helsinki Honka Helsinki Ilves KuPS PK-35 Vantaa NJS ONS Åland United \| Localisation des clubs engagés. |
| Agglomération d'Helsinki: HJK HPS PK-35 Helsinki Honka Helsinki Ilves KuPS PK-35 Vantaa NJS ONS Åland United                                       |

Le TiPS, dauphin du KuPS la saison précédente, se retire de la compétition. Il est remplacé par le NJS, repêché après avoir perdu en barrages d'accession face à Oulu Nice Soccer.
| Club                        | Ville      | Classement 2021 |
| --------------------------- | ---------- | --------------- |
| Kuopion Palloseura          | Kuopio     | 1               |
| Åland United                | Mariehamn  | 3               |
| Helsingin Jalkapalloklubi   | Helsinki   | 4               |
| PK-35 Vantaa                | Vantaa     | 5               |
| FC Honka                    | Espoo      | 6               |
| FC Ilves Tampere            | Tampere    | 7               |
| PK-35 Helsinki              | Helsinki   | 8               |
| Helsingin Palloseura        | Helsinki   | 9               |
| Nurmijärven Jalkapalloseura | Nurmijärvi | Promu           |
| Oulu Nice Soccer            | Oulu       | Promu           |

## Compétition

### Première phase
Le barème utilisé pour établir le classement est le suivant : 3 points pour une victoire, 1 point pour un match nul et 0 point pour une défaite.
| Rang | Équipe         | Pts | J  | G  | N | P  | Bp | Bc | Diff |
| ---- | -------------- | --- | -- | -- | - | -- | -- | -- | ---- |
| 1    | KuPS T         | 48  | 18 | 16 | 0 | 2  | 80 | 10 | +70  |
| 2    | HJK            | 44  | 18 | 14 | 2 | 2  | 49 | 11 | +38  |
| 3    | PK-35 Vantaa   | 38  | 18 | 12 | 2 | 4  | 40 | 27 | +13  |
| 4    | Åland United   | 35  | 18 | 10 | 5 | 3  | 48 | 22 | +26  |
| 5    | PK-35 Helsinki | 26  | 18 | 7  | 5 | 6  | 28 | 27 | +1   |
| 6    | HPS            | 21  | 18 | 5  | 6 | 7  | 24 | 34 | -10  |
| 7    | Ilves          | 17  | 18 | 5  | 2 | 11 | 21 | 43 | -22  |
| 8    | Honka          | 16  | 18 | 4  | 4 | 10 | 20 | 29 | -9   |
| 9    | ONS P          | 8   | 18 | 2  | 2 | 14 | 12 | 54 | -42  |
| 10   | NJS P          | 2   | 18 | 0  | 2 | 16 | 7  | 72 | -65  |

|  | Qualification pour la poule championnat                                                    |
|  | (T) Tenant du titre (C) Vainqueur de la Coupe de Finlande (P) : Promu de deuxième division |

### Poule championnat
| Rang | Équipe         | Pts | J  | G  | N | P  | Bp | Bc | Diff |
| ---- | -------------- | --- | -- | -- | - | -- | -- | -- | ---- |
| 1    | KuPS T         | 58  | 23 | 19 | 1 | 3  | 93 | 16 | +77  |
| 2    | HJK            | 53  | 23 | 16 | 5 | 2  | 60 | 16 | +44  |
| 3    | Åland UnitedC  | 46  | 23 | 13 | 7 | 3  | 60 | 26 | +34  |
| 4    | PK-35 Vantaa   | 44  | 23 | 13 | 5 | 5  | 48 | 33 | +15  |
| 5    | PK-35 Helsinki | 30  | 23 | 8  | 6 | 9  | 34 | 42 | -8   |
| 6    | HPS            | 21  | 23 | 5  | 6 | 12 | 26 | 50 | -24  |

|  | Vainqueur et qualifié pour la Ligue des champions 2023-2024                                |
|  | (T) Tenant du titre (C) Vainqueur de la Coupe de Finlande (P) : Promu de deuxième division |

### Poule relégation
| Rang | Équipe | Pts | J  | G | N | P  | Bp | Bc | Diff |
| ---- | ------ | --- | -- | - | - | -- | -- | -- | ---- |
| 7    | Honka  | 28  | 24 | 8 | 4 | 12 | 35 | 37 | -2   |
| 8    | Ilves  | 25  | 24 | 7 | 4 | 13 | 34 | 53 | -19  |
| 9    | ONS P  | 16  | 24 | 4 | 4 | 16 | 22 | 69 | -47  |
| 10   | NJS P  | 7   | 24 | 1 | 4 | 19 | 16 | 86 | -70  |

|  | Relégué en D2                                                                              |
|  | (T) Tenant du titre (C) Vainqueur de la Coupe de Finlande (P) : Promu de deuxième division |

## Bilan de la saison
| Championnat de Finlande féminin de football 2022        |                 |
| Champion                                                | KuPS (2e titre) |
| Coupes et trophées                                      |                 |
| Vainqueur Coupe de Finlande                             |                 |
| Qualifications continentales                            |                 |
| Ligue des champions féminine de l'UEFA 2023-2024        | KuPS            |
| Promotions et relégations                               |                 |
| Promus en Championnat de Finlande féminin de football   |                 |
| Relégués en Championnat de Finlande féminin de football | NJS             |

## Statistiques individuelles
Mise à jour le 11 septembre 2022.
|     | Joueuse              | Club           | Buts |
| --- | -------------------- | -------------- | ---- |
| 1re | Lavdije Begolli (en) | KuPS           | 24   |
| 2e  | Gentjana Rochi (en)  | KuPS           | 21   |
| 3e  | Oona Sevenius (fi)   | HJK            | 14   |
| 4e  | Karoliina Autio (fi) | PK-35 Vantaa   | 11   |
| 5e  | Wilma Forsblom (fi)  | PK-35 Vantaa   | 9    |
| 5e  | Ria Karjalainen (fi) | HJK            | 9    |
| 5e  | Aino Kröger (fi)     | KuPS           | 9    |
| 5e  | Emilia Kupsanen (fi) | PK-35 Helsinki | 9    |
| 5e  | Katherine Loferski   | Åland United   | 9    |